# Baltiska frihandelsområdet

BAFTA:s medlemsländer.

Baltiska frihandelsområdet (engelska: Baltic Free Trade Area, Bafta) var ett europeiskt frihandelsområde som bestod av de baltiska staterna från 1994 fram till att de blev medlemmar i Europeiska unionen 2004.